# Allyson Is Watching
Pour les articles homonymes, voir Allyson.
Pour plus de détails, voir Fiche technique et Distribution.
Allyson Is Watching est un film américain réalisé par Robert Kubilos, sorti en 1997.

## Fiche technique
- Titre : Allyson Is Watching
- Réalisation : Robert Kubilos
- Scénario : David Keith Miller
- Producteur : Michael Cain, Brad Hill
- Production : Mystique Films Inc.
- Musique : Herman Beeftink
- Pays de production :  États-Unis
- Langue originale : anglais américain
- Format : couleurs
- Genre : Drame
- Durée : 90 minutes (1 h 30)
- Date de sortie : 1997

## Distribution
- Caroline Ambrose : Bridget
- Jennifer Leigh Hammon : Allyson Roper
- James Horan : Eric Constantine
- David Andriole : Jerry
- Jack DeLeon : Mr. Merry
- Sean Thibodeau (en) : Peter
- Barbara Morrison : la chanteuse de Blues